# Cech Artystów Plastyków Jednoróg
Cech Artystów Plastyków „Jednoróg” – ugrupowanie malarzy założone w Krakowie i działające w latach 1925–1935.
Do członków grupy należeli m.in.: Jan Hrynkowski, Felicjan Szczęsny Kowarski, Jan Rubczak, Jan Wacław Zawadowski, Eugeniusz Eibisch, Jerzy Fedkowicz, Ludwik Misky i Leonard Pękalski. Dbali oni przede wszystkim o dobry warsztat malarski, skupiając się na problemie koloru i walcząc o „rzetelną” formę. Ich działalność wyprzedziła nurt koloryzmu w polskim malarstwie.